# Люди на болоте (фильм)
«Люди на болоте» — советский художественный фильм 1981 года, снятый по одноимённому роману Ивана Мележа, входящему в «Полесскую хронику», о становлении Советской власти в полесской деревушке Курени, продолжение этого фильма называется «Дыхание грозы» (1982).

## Сюжет
В 1920-е годы в глухие места полесских болот пришла Советская власть. Однако зажиточные хозяева деревушки Курени не собирались отдавать свои земли крестьянам. Банды запугивали людей. Но крестьяне сделали первый шаг: всей деревней они вышли прокладывать гать через болото — дорогу к новой жизни…
Сюжетная линия также описывает и жизнь молодых жителей деревни — девушки Ганны и парня Василя.

## В ролях
- Елена Борзова — Ганна Чернушка
- Юрий Казючиц — Василь Дятлик
- Геннадий Гарбук — Тимох Чернушка, отец Ганны
- Ольга Лысенко — жена Тимоха Чернушки
- Гелена Ивлиева — Циля
- Мария Захаревич — Анна
- Виктор Манаев — Алёша Губатый
- Эдуард Горячий — чекист Харчев
- Виктор Шульгин — Дометик
- Татьяна Мархель — Дометиха
- Юрий Горобец — Халимон Глушак (Корч)
- Лилия Давидович — Глушачиха
- Борис Невзоров — Евхим Глушак, старший сын Халимона
- Дмитрий Харатьян — Степан Глушак, младший сын Халимона
- Августин Милованов — Зубрич
- Леонид Дьячков — Ахрем Грибок
- Валентина Петрачкова — Адарья Грибкова
- Евгений Иловайский — Апейка, председатель райисполкома
- Александр Мороз — Миканор
- Нина Тер-Осипян — Голда
- Марина Яковлева — Хадоська
- Геннадий Овсянников
- Фёдор Шмаков — Зайчик
- Виктор Гоголев — Рудый
- Стефания Станюта — знахарка
- Светлана Кузьмина — Алёна Дятлик
- Павел Кормунин — дед Денис
- Всеволод Платов — Игнат
- Афанасий Кочетков — Дубодел
- Виктор Тарасов
- Александр Рыщенков
- Тамара Муженко

## Съёмочная группа
- Авторы сценария: Иван Мележ, Виктор Туров
- Режиссёр: Виктор Туров
- Оператор: Дмитрий Зайцев
- Композитор: Олег Янченко
- Художник: Евгений Игнатьев
- Звукорежиссёр: Гернард Баско

## Технические данные
- БССР, Беларусьфильм
- Цветной, 153 мин.
- 8 серий

## Интересные факты
- В кинопрокате СССР этот фильм посмотрело 4,1 млн зрителей.
- Актёры Елена Борзова, Геннадий Гарбук и Юрий Горобец получили за этот фильм Госпремию СССР.
- Фильм является одним из немногих примеров белорусского национального кино — речь героев близка к белорусской (полесскому говору). Это делает действие правдоподобным и естественным, а сама речь звучит своеобразно и красиво.
- Съёмки проходили в окрестностях Домжерицы Лепельского района Витебской области.

## Фестивали и награды
- 1982 — 15 Всесоюзный кинофестиваль (Таллин) по разделу художественных фильмов: главный приз и диплом — фильму «Люди на болоте»[1].